# 秋田放送東成瀬ラジオ中継局

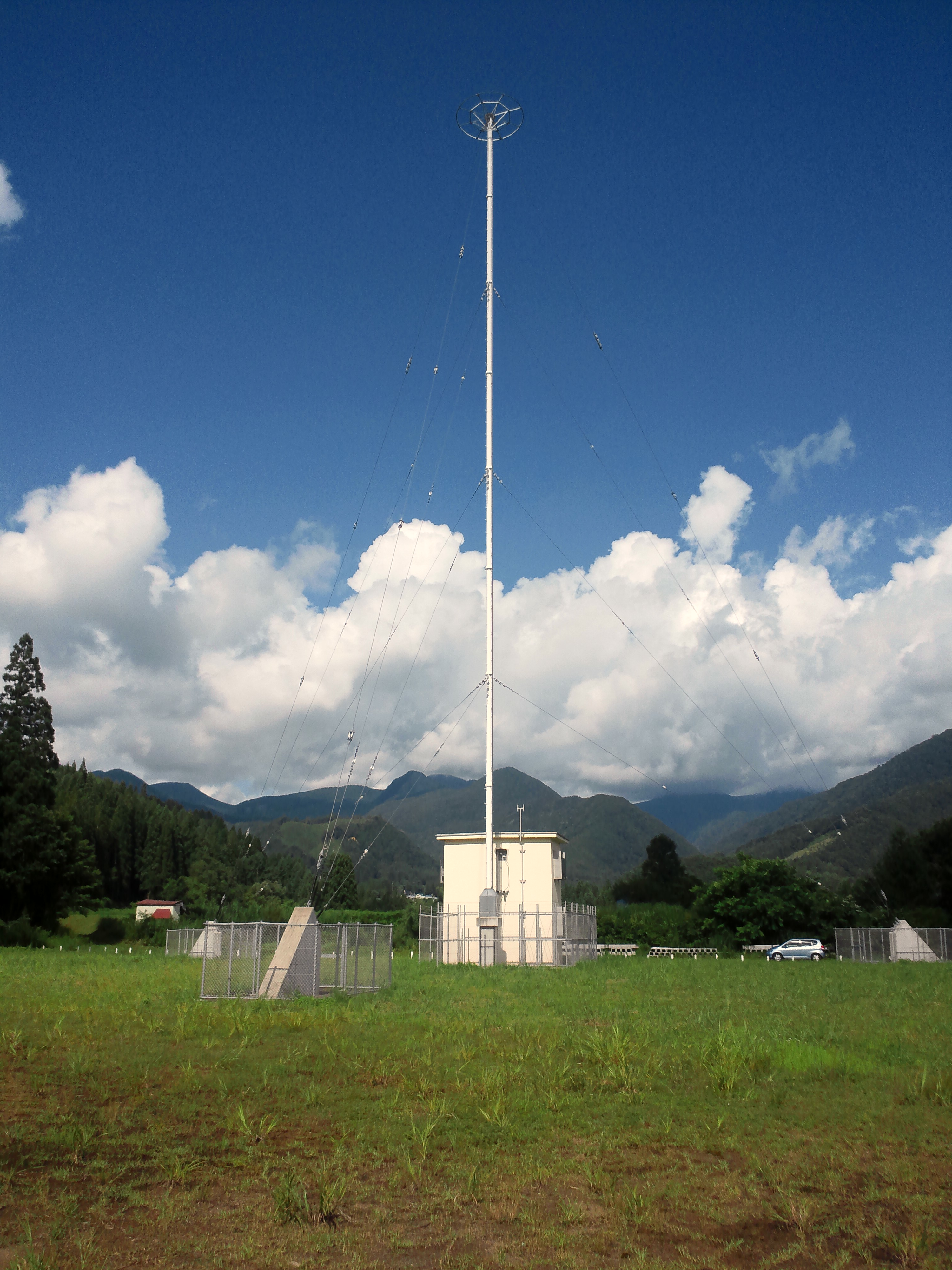
送信塔全景（2013年8月）

秋田放送東成瀬ラジオ中継局（あきたほうそうひがしなるせラジオちゅうけいきょく）は、秋田県雄勝郡東成瀬村に置かれた秋田放送中波放送中継局である。

## 概要
- 当中継局は、受信障害の改善の為に開局した（浅舞中継局1485kHzの放送が届きにくい地区がある為）。また、東北地方で民放ラジオ局の中継局開局は、2000年1月14日の青森放送野辺地中継局開局以来9年11ヶ月振りである。
- 2015年12月1日、同じ敷地に隣接する形でNHK秋田放送局東成瀬椿川中継局（ラジオ第1FM補完中継局）が開局[1][2]。

## 施設概要

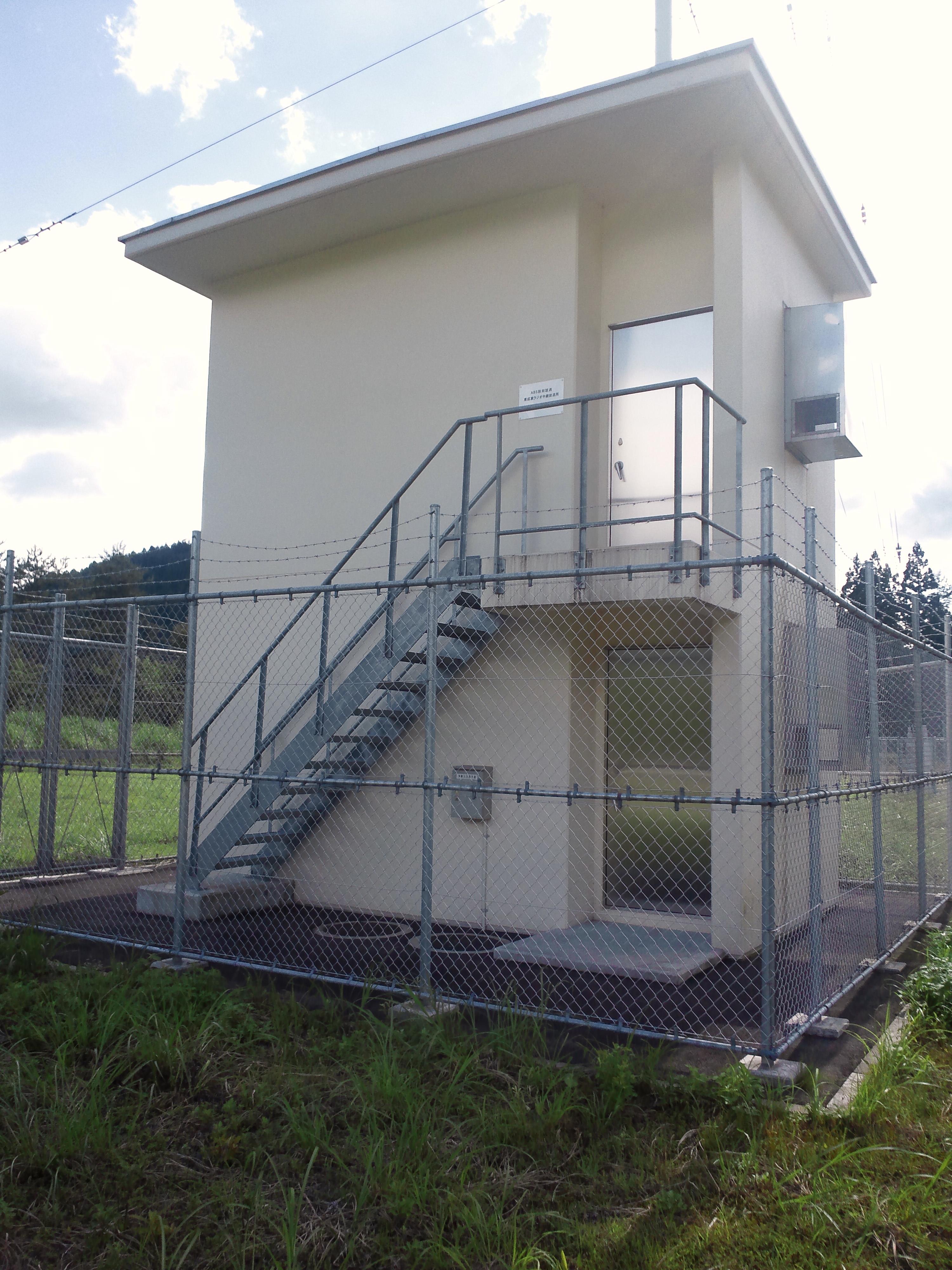
局舎

| 放送局名    | 識別信号                                 | 周波数 | 出力 | 放送対象地域 | 放送区域内世帯数 |
| ----------- | ---------------------------------------- | ------ | ---- | ------------ | ---------------- |
| ABS秋田放送 | あきたほうそうひがしなるせほうそうきょく | 801kHz | 100W | 秋田県       | 2万7740世帯      |

## 放送エリア
- 雄勝郡東成瀬村の全域、雄勝郡羽後町の広範囲、横手市・湯沢市・岩手県和賀郡西和賀町・岩手県奥州市・岩手県北上市・岩手県一関市の各一部地域。ただし、岩手県内の放送エリアは、ほぼ全域山間部である。

## 歴史
- 2009年（平成21年）
  - 7月8日 - 予備免許交付
  - 11月25日 - 本免許交付
  - 12月1日 - 開局